# Maxhide Zogu
Maxhide Zogu (Lis, 1911 – Cannes, 1969) è stata una principessa albanese, sorella minore del re Zog I di Albania e membro del Casato di Zogu.

## Biografia
Maxhide Zogu nacque nel 1911 al Castello di Burgajet, Lis, Albania, allora parte dell'Impero ottomano. Era l'ottava e ultimogenita e sesta figlia di Xhemal Zogu, governatore ereditario di Mat, e della sua seconda moglie Sadije Toptani. Aveva un fratellastro maggiore, Xhelal Zogu, due fratelli, Zog I d'Albania e uno morto bambino, e cinque sorelle.  
Nel 1928 suo fratello Zog divenne re di Albania e lei Sua Altezza Reale la Principessa Maxhide di Albania. Inizialmente, come tutte le sorelle, visse in maniera ritirata, ma dopo il matrimonio reale pubblico del 13 gennaio 1936 fra sua sorella Senije e Şehzade Mehmed Abid, figlio del defunto sultano Abdülhamid II e principe dello scomparso Impero ottomano, Zog decise di affidare alle sorelle un ruolo pubblico per sostenere le sue idee di occidentalizzazione e liberalizzazione della società.  
Mentre le due maggiori, Adile e Nafije, rifiutarono, le altre quattro, inclusa Maxhide, accettarono. Ognuna delle quattro ricevette un ambito specifico all'interno del quale svolgere incarichi di rappresentanza in suo nome: sanità, scuola, cultura e sport. Per prepararle, venne messo a punto per loro un fitto programma di educazione che includeva lezioni di musica, danza, lingue ed equitazione, più una serie di viaggi in Europa, dove divennero note per le loro spese. Nel 1937, Zog vietò l'hijab e organizzò una serie di eventi dove le principesse, a mo' di esempio, comparvero vestite all'ultima moda inglese. 
L'ambito assegnato a Maxhide era lo sport. Per promuovere la cultura albanese all'estero e fare esperienze a proposito della società occidentale, Maxhide, Senije e Ruhije si recarono negli Stati Uniti nel 1938, poco prima del matrimonio di Zog. Suscitarono un grande interesse nella stampa e nel pubblico e divennero note per i loro tour di shopping. 
Maxhide rimase nubile, cosa che col tempo le suscitò un certo imbarazzo. 
Maxhide fuggì dall'Albania col resto della famiglia nel 1939, durante l'invasione italiana. Rimase col fratello e le sorelle, tranne Adile, in Gran Bretagna, Egitto e poi, nel 1955, Francia.  
Maxhide morì nel 1969 a Cannes, in Francia. Nello stesso anno morirono anche le sorelle Senije e Ruhije.

## Ascendenza
|                   |                   |                      | Genitori |  |  | Nonni             |  |  | Bisnonni          |  |
|                   |                   |                      |          |  |  | Xhelal Pasha Zogu |  |  | Mahmud Pasha Zogu |  |
|                   |                   |                      |          |  |  | Xhelal Pasha Zogu |  |  | Mahmud Pasha Zogu |  |
|                   |                   | …                    |          |  |  | Xhelal Pasha Zogu |  |  |                   |  |
| Xhemal Pasha Zogu |                   |                      |          |  |  | Xhelal Pasha Zogu |  |  |                   |  |
|                   |                   | Ruhije Alltuni       | …        |  |  |                   |  |  |                   |  |
|                   |                   | Ruhije Alltuni       | …        |  |  |                   |  |  |                   |  |
|                   |                   | Ruhije Alltuni       | …        |  |  |                   |  |  |                   |  |
| Maxhide Zogu      |                   | Ruhije Alltuni       |          |  |  |                   |  |  |                   |  |
|                   | Salah Bey Toptani | …                    |          |  |  |                   |  |  |                   |  |
|                   | Salah Bey Toptani | …                    |          |  |  |                   |  |  |                   |  |
|                   | Salah Bey Toptani | …                    |          |  |  |                   |  |  |                   |  |
| Sadije Toptani    | Salah Bey Toptani |                      |          |  |  |                   |  |  |                   |  |
|                   |                   | Annije Hanem Toptani | …        |  |  |                   |  |  |                   |  |
|                   |                   | Annije Hanem Toptani | …        |  |  |                   |  |  |                   |  |
|                   |                   | Annije Hanem Toptani | …        |  |  |                   |  |  |                   |  |
|                   |                   | Annije Hanem Toptani |          |  |  |                   |  |  |                   |  |